# Hans-Theo Wrege
Hans-Theo Wrege (* 16. November 1934 in Bad Gandersheim; † 1. Dezember 2019) war ein deutscher evangelischer Theologe.

## Leben
Nach der Promotion am 24. August 1964 in Göttingen zum Dr. theol. und Habilitation in Kiel 1976 wurde er Professor dort 1982.

## Schriften (Auswahl)
- Die Gestalt des Evangeliums. Aufbau und Struktur der Synoptiker sowie der Apostelgeschichte. Frankfurt am Main 1978, ISBN 3-261-02647-2.
- Wirkungsgeschichte des Evangeliums. Erfahrungen, Perspektiven und Möglichkeiten. Göttingen 1981, ISBN 3-525-56156-3.
- Das Sondergut des Matthäus-Evangeliums. Zürich 1991, ISBN 3-290-10136-3.
- Religion, Bibel, Bildung. Untersuchungen zur Fachwissenschaft und Fachdidaktik der evangelischen Religion. Frankfurt am Main 1997, ISBN 3-631-49949-3.